# 부여 석목리 석조비로자나불좌상
부여석목리석조비로자나불좌상(扶餘石木里石造毘盧蔗那佛坐像)은 대한민국 충청남도 부여군 부여읍 석목리에 있는 불상이다. 1973년 12월 24일 충청남도의 유형문화재 제24호로 지정되었다.

## 개요
충청남도 부여군 부여읍 석목리에 있는 고려시대의 옛 절터에 모셔졌던 주존불(主尊佛)로서, 현재는 절터만이 남아 있다. 부처의 얼굴이 눈병에 효험이 있다는 이야기가 전해져서 얼굴이 많이 손상되었다.
머리 위에는 넓은 상투 모양의 머리묶음이 있으며, 둥글고 풍만한 얼굴은 손상되어 세부기법은 알 수 없다. 양 손은 가슴에 모아 오른손이 왼손 검지를 감싸고 있는데, 손과 발의 세부수법이 형식화되었다.
옷은 몸에 밀착되어 간략한 옷주름으로 표현하여 무릎 앞에까지 덮여 있는데, 옷주름이 섬세하지 못하다. 불상이 모셔진 대좌(臺座)는 원래의 것이 아닌데, 탑의 옥개석(屋蓋石)을 하대석으로 사용하였고, 안상(眼象)이 조각된 중대석, 겹잎 연꽃무늬가 새겨진 상대석이 갖춰져 있다.
비록 마멸이 심하나 당시의 엄숙한 풍모를 느낄 수 있는 불상으로 함께 전해오던 석탑 1기는 국립부여박물관으로 옮겨졌다.

## 참고 자료
- 부여석목리석조비로자나불좌상 - 국가유산청 국가유산포털